# Sint-Willibrordusstichting

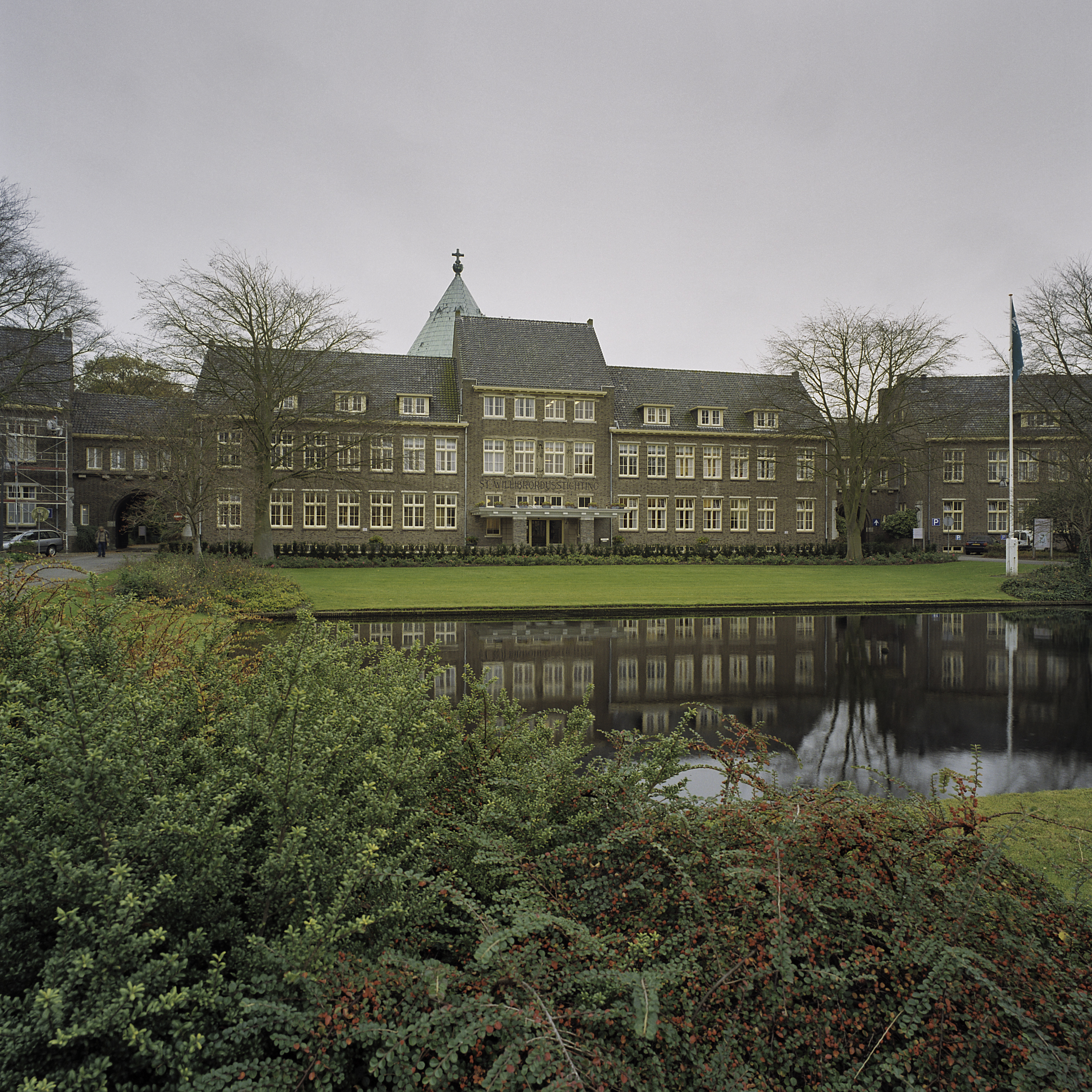
Ingang hoofdgebouw

De Sint-Willibrordusstichting was een rooms-katholieke instelling voor verpleging van psychiatrische patiënten in de Noord-Hollandse plaats Heiloo.

## Geschiedenis
De Willibrordusstichting in Heiloo werd in de jaren twintig van de 20e eeuw gesticht door de Broeders van Onze-Lieve-Vrouw van Lourdes, die al een soortgelijke instelling, Huize Voorburg, in het Brabantse Vught beheerden. In 1927 verwierf de congregatie gronden voor de bouw van een inrichting in Heiloo. In de jaren tussen 1928 en 1940 verrees het complex voor psychiatrische patiënten. Het complex was geheel zelfvoorzienend en kende een grote variatie aan gebouwen. Vanaf 1930 werden er psychiatrische patiënten opgenomen en verpleegd. Ook werden psychiatrisch verpleegkundigen opgeleid om het Nederlands staatsdiploma "ziekenverpleging B" te behalen. Na 1963 werden de fameuze "stencils van Heiloo" in Nederland verspreid en werd de inhoud van het kernvak "psychiatrische verpleegkunde" voor de drie leerjaren voor het eerst door verpleegkundigen beschreven. In "Een bron van zorg en goede werken" door C. Th. Bakker en L. de Goei (2002) wordt de geschiedenis van de geestelijke gezondheidszorg in Noord-Holland-Noord beschreven. De "Willibrordusstichting" te Heiloo neemt daarin een belangrijke plaats in. In het academisch proefschrift "Gekkenwerk" van dr. G.J.C. aan de Stegge (2012) wordt de ontwikkeling van het beroep "psychiatrisch verpleegkundige" in Nederland in de periode 1830-1980 vastgelegd. Ook hierin is de belangrijke bijdrage van de Broeders van Onze-lieve-Vrouw van Lourdes aan de psychiatrische verpleging en opleiding tot dit beroep opgenomen.
In 1997 werd de organisatie onderdeel van de geestelijke gezondheidszorg (ggz) in de provincie Noord-Holland. De instelling GGZ Noord-Holland-Noord vestigde op het terrein van de instelling - in een vleugel van het hoofdgebouw - een museum over de geschiedenis van de psychiatrie en psychiatrische verpleegkunde. In het museum worden onder meer therapeutische attributen en medische instrumenten getoond en wordt een beeld getoond van het leven in dit soort inrichtingen.
De accommodaties op het terrein voldoen niet meer aan de eisen die gesteld worden aan een moderne psychiatrisch verpleeginrichting. De ggz-instelling is om die reden in 2010 verhuisd.
In de loop van 2015 onderging de Willibrordusstichting een naamverandering. Het terrein heet nu Landgoed Willibrordus. Er is nu het "Willibrordus Business Centrum" gevestigd. De kapel doet voornamelijk dienst als cultureel centrum (Cultuurkoepel Heiloo). Op het terrein bevinden zich opnameklinieken voor forensische psychiatrie, klinieken voor langdurige zorg, een gezondheidscentrum, drukkerij De Dijk en tuincentrum De Buitenkans.

## Galerij

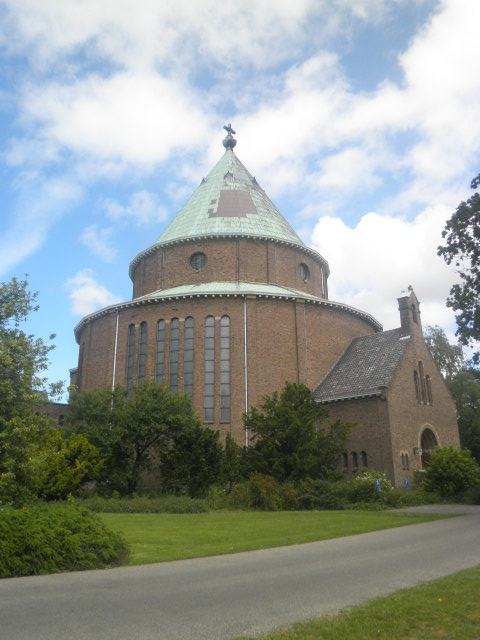
Kapel Onze Lieve Vrouwe van Lourdes op het terrein
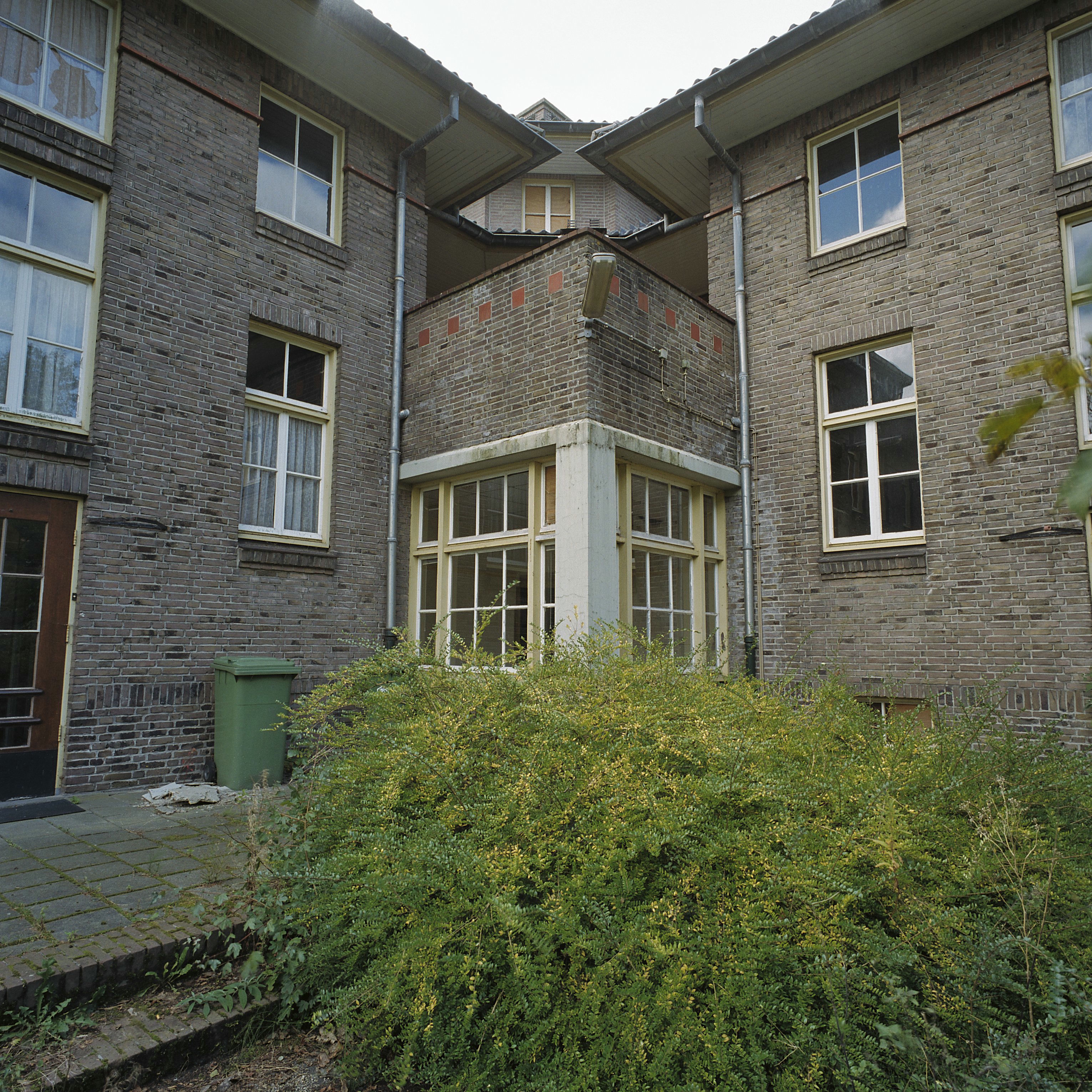
Afdeling ptg Paulus